# Tschechische Fußballnationalmannschaft (U-17-Junioren)
Die tschechische U-17-Fußballnationalmannschaft ist eine Auswahlmannschaft tschechischer Fußballspieler. Sie unterliegt der Fotbalová asociace České republiky und repräsentiert sie international auf U-17-Ebene, etwa in Freundschaftsspielen gegen die Auswahlmannschaften anderer nationaler Verbände, bei U-17-Europameisterschaften und U-17-Weltmeisterschaften.
Die Mannschaft wurde 2000 und 2006 Vize-Europameister. Bereits 1999 hatte sie den vierten Platz erreicht.
Bei ihrer bislang einzigen U-17-WM-Teilnahme schied sie 2011 in der Vorrunde aus.
Bis 1994 spielten tschechische Jugend-Fußballspieler in der tschechoslowakischen U-17-Nationalmannschaft.

## Teilnahme an U-17-Weltmeisterschaften
| 1995 | nicht qualifiziert |
| 1997 | nicht qualifiziert |
| 1999 | nicht qualifiziert |
| 2001 | nicht qualifiziert |
| 2003 | nicht qualifiziert |
| 2005 | nicht qualifiziert |
| 2007 | nicht qualifiziert |
| 2009 | nicht qualifiziert |
| 2011 | Vorrunde           |
| 2013 | nicht qualifiziert |
| 2015 | nicht qualifiziert |
| 2017 | nicht qualifiziert |
| 2019 | nicht qualifiziert |
| 2023 | nicht qualifiziert |

## Teilnahme an U-17-Europameisterschaften
(Bis 2001 U-16-Europameisterschaft)
| 1995 | Viertelfinale      |
| 1996 | nicht qualifiziert |
| 1997 | nicht qualifiziert |
| 1998 | nicht qualifiziert |
| 1999 | 4. Platz           |
| 2000 | 2. Platz           |
| 2001 | nicht qualifiziert |
| 2002 | Vorrunde           |
| 2003 | nicht qualifiziert |
| 2004 | nicht qualifiziert |
| 2005 | nicht qualifiziert |
| 2006 | 2. Platz           |
| 2007 | nicht qualifiziert |
| 2008 | nicht qualifiziert |
| 2009 | nicht qualifiziert |
| 2010 | Vorrunde           |
| 2011 | Vorrunde           |
| 2012 | nicht qualifiziert |
| 2013 | nicht qualifiziert |
| 2014 | nicht qualifiziert |
| 2015 | Vorrunde           |
| 2016 | nicht qualifiziert |
| 2017 | nicht qualifiziert |
| 2018 | nicht qualifiziert |
| 2019 | Viertelfinale      |
| 2022 | nicht qualifiziert |
| 2023 | nicht qualifiziert |
| 2024 | Viertelfinale      |